# Плеве Павло Адамович
Плеве Павло Адамович (рос. Плеве Павел Адамович, також нім. Wenzel von Plehwe; 11 (23) червня 1850 — 28 березня (10 квітня 1916) — російський воєначальник німецького походження часів Російської імперії. Генерал від кавалерії (1907). Учасник російсько-турецької та Першої світової війни. Під час Великої війни командувач арміями і нетривалий термін головнокомандувач арміями Північного фронту.

## Біографія
Військова кар'єра
- 25 липня 1870 — корнет гвардії
- 31 березня 1874 — поручник
- 26 лютого 1877 — штабсротмістр
- 7 липня 1877 — капітан генерального штабу
- 30 серпня 1879 — підполковник
- 30 серпня 1882 — полковник
- 27 січня 1893 — генерал-майор
- 1 січня 1901 — генерал-лейтенант
- 6 грудня 1907 — генерал від кавалерії

Плеве Павло Адамович народився в сім'ї євангельських дворян Петербурзької губернії, що належали до відомого німецького роду фон Плеве. Навчався у Варшавській класичній гімназії. У 1868 році він вступив до Миколаївського кавалерійського училища, яке закінчив через 2 роки та розпочав офіцерську службу в лейбгвардії Уланському Його Величності полку. В 1874 році отримав звання поручника, після чого поступив на навчання в академію Генерального штабу, повний курс якої закінчив в 1877. За відмінне навчання Плеве було підвищено в штабсротмістри і направлено в діючу армію, у складі якої він брав участь у російсько-турецькій війні 1877—1878 років.
У ході цієї війни Плеве змагався у сутичці з турецькими військами поблизу висоти Сахар-Тепе, що відбулася 9 серпня 1877 року, у битві при Аясларі 10-11 серпня, посилених рекогносцировках у вересні-жовтні та загальному переслідування противника в ході його відступі у січні 1888 року до Шумлі. Був нагороджений відразу двома орденами — Святої Анни 3-го ступеня з мечами та бантом і Святого Станіслава 2-го ступеня з мечами.
Після завершення російсько-турецької війни Плеве продовжив службу в лавах Російської імператорської армії. Службу проходив на командних, штабних та викладацьких посадах. З 26 грудня 1890 року був командиром 12-го драгунського Маріупольського полку, з 27 січня 1893 року, будучи вже генерал-майором, Плеве був окружним генерал-квартирмейстером штабу Віленського військового округу.
23 червня 1895 року Плеве призначено начальником Миколаївського кавалерійського училища, в якому він пропрацював до 30 червня 1899 року. Після цієї посади став командиром 2-ї кавалерійської дивізії. 1 січня 1901 року Плеве підвищений у генерал-лейтенанти, а 20 листопада призначений на посаду начальника військового штабу війська Донського. 6 грудня 1907 Плеве був зведений у ранг генерала від кавалерії, так само як і Брусилов. Обидва вважали кавалерію сучасним і максимально ефективним способом ведення війни. 17 березня 1909 року Плеве було призначено командувачем військ Московського військового округу. Цю посаду обіймав п'ять років до початку війни, коли на фоні загострення військово-політичної обстановки в Європі на основі цього округу за рахунок масової мобілізації була створена 5-та армія, яку очолив Плеве.

### Перша світова війна
До складу його армії увійшли XXV, XIX, V і XVII армійські корпуси, а також 7-ма і Зведена кавалерійські, 1-ша Донська козача дивізії. Пізніше в армію увійшли 3-тя, 4-та і 5-та Донські козачі дивізії.
Незабаром, у серпні-вересні 1914 року 5-та армія Плеве взяла активну участь у Галицькій битві — одній з найбільших битв Першої світової війни, в результаті якої російські війська зайняли майже всю східну Галичину, Буковину і обложили Перемишль. В операції брали участь 3-тя, 4-та, 5-та, 8-ма, 9-та армії у складі російського Південно-Західного фронту (командувач фронтом — генерал Н. І. Іванов) та чотири австро-угорські армії (ерцгерцог Фрідріх, фельдмаршал Гетцендорф) і німецька група генерала Р. Войрша. Підсумком Галицької операції, що закінчилася до середини вересня, став повний розгром 1-ї австро-угорської армії, а також відступ та значні втрати трьох інших армій Австро-Угорщини.
Наступним етапом блискучої кар'єри Плеве як талановитого воєначальника стала Лодзька битва. Не злякавшись загрози оточення своїх сил, Павло Адамович своєчасно відповів загрозою оточення лівого флангу німецьких військ: до 9 листопада 1914 року ударна група німецького генерала Шеффера-Бойделя, яка взяла в півкільце 2-гу армію російських імператорських військ, сама виявилася оточена силами Плеве. Попри прорахунки вищого російського командування, Лодзька операція завершилася перемогою росіян. Саме після цієї битви Павло Адамович заслужив у всій Російській армії славу експерта кризових ситуацій на полі битви, про якого згадували у найважчій оперативній обстановці.
14 січня 1915 року Плеве отримав під командування 12-ту армію, що формувалася на Ломжинському напрямку. У травні 1915 року управління армії було перекинуто на Ризько-Шавельський напрямок з опорними точками — Рига та Двінськ. Незабаром управління перейменували на 5-у армію, і 8 червня 1915 року Плеве призначений командувачем 5-ї армії. Брав участь у Мітавсько-Шавельській операції. 6 грудня 1915 року він змінив генерала Рузського на посаді головнокомандувача арміями Північного фронту.
За станом здоров'я 10 лютого 1916 року Плеве був звільнений від командування, а 5 лютого 1916 року призначений членом Державної ради. 28 березня (10 квітня) 1916 року він помер у Москві. Похований на Московському міському Братському цвинтарі.